# Julien Lefèvre

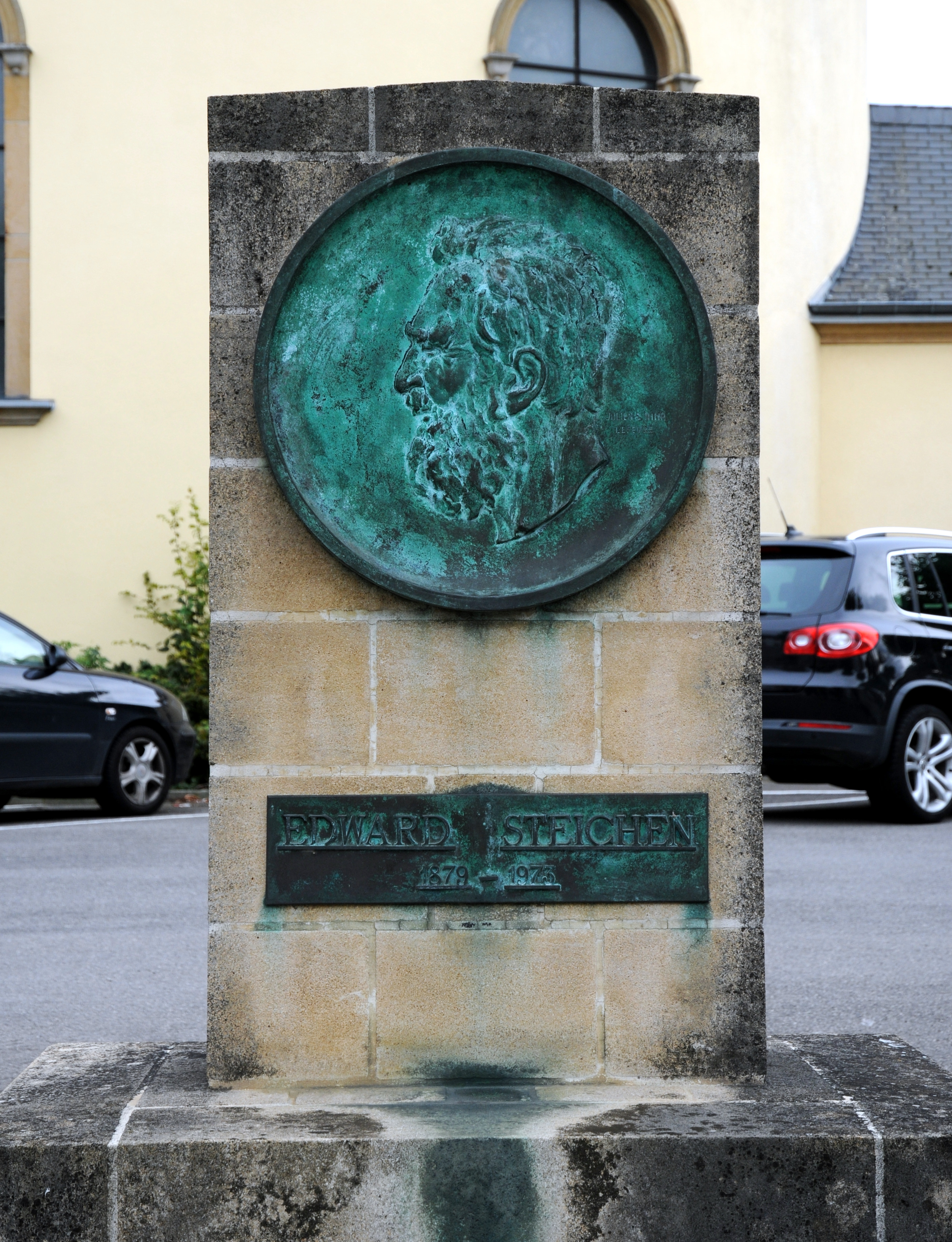
Edward Steichen-monument in Bivange

Julien Emile Lefèvre (Esch-sur-Alzette, 1 juli 1907 – Luxemburg, 4 januari 1984) was een Luxemburgs beeldhouwer, glazenier, kunstschilder en medailleur.

## Leven en werk
Julien Lefèvre was een zoon van de uit België afkomstige ondernemer en hotelier Alfred Emile Lefèvre en Albertine Reckinger. Hij studeerde aan de Koninklijke Academie voor Schone Kunsten van Brussel, als leerling van Henri Logelain. Aan de Brusselse Academie leerde hij medestudent Nina Kestler (1904-1981) kennen. Het stel trouwde in 1940 en vestigde zich na de oorlog in Luxemburg.
Lefèvre was in 1935 oprichter en eerste voorzitter van de Groupement des Escrimeurs, voorloper van de Luxemburgse schermfederatie. Hij was reserve bij het Luxemburgs bobsleeteam dat deelnam aan de  Olympische Winterspelen 1936 in Garmisch-Partenkirchen. Als beeldhouwer nam hij deel aan de kunstwedstrijden op de Olympische Zomerspelen 1936 in Berlijn.
Lefèvre beeldhouwde portretten en schilderde landschappen, portretten en riviergezichten. Naast zijn eigen werk ontwierp Lefèvre samen met zijn echtgenote onder andere gebrandschilderde ramen voor diverse Luxemburgse kerken in de periode van de wederopbouw na de Tweede Wereldoorlog, postzegels, penningen en Luxemburgse franken (1962-1989). De gezamenlijke werken werden onder meer gesigneerd als Julien et Nina Lefèvre, J.N. LEFEVRE, JNL en NJL.
Vanaf 1965 nam Lefèvre deel aan de salons van de Cercle Artistique de Luxembourg. Eind 1978 verscheen een monografie over het echtpaar Lefèvre en in het voorjaar van 1979 werd door de gemeente Luxemburg een retrospectief in de Galerie Municipale de Peinture georganiseerd. In hetzelfde jaar werden Julien en Nina Lefèvre door groothertog Jean van Luxemburg benoemd tot commandeur in de Orde van Verdienste van het Groothertogdom Luxemburg.
Julien Lefèvre overleed op 76-jarig leeftijd. In Luxemburg werd de Rue Nina et Julien Lefèvre naar het kunstenaarsechtpaar vernoemd.

## Enkele werken
- wandschildering in Hotel Alfa, het hotel van zijn vader in Luxemburg-Stad.
- portretmedaillon van Michel Rodange, op het Renert-huis in Wiltz.
- 1978 portretmedaillon van Henri Logelain voor de eregalerij van de Brusselse Academie.[8]
- bustes van groothertog Jean van Luxemburg en zijn vrouw.

ontwerpen in samenwerking met Nina Lefèvre
- ca. 1946 ramen voor de Sint-Mauritiuskerk in Eschweiler.[9]
- 1949 zestien ramen voor de Sint-Nicolaaskerk in Kopstal. Uitgevoerd door de firma Colpaert uit Brussel.
- ca. 1950 ontwerp vier ramen Mattheus, Markus, Lukas en Johannes voor het koor van de Sint-Alphonsekerk in Boxhorn. Beschilderd door het atelier Linster in Mondorf-les-Bains.
- ca. 1950 ramen van de heiligen Rosa van Lima en Donatus van Münstereifel in het koor van de Johannes de Doperkerk in Hupperdange.
- ca. 1950 tien ramen, waarvan zes met scenes uit het leven van Jezus, voor de Sint-Jozefkerk in Marnach.
- 1952 'De bruiloft te Kana' en 'Wonderbare visvangst', twee ramen voor de Sint-Maartenskerk in Wasserbillig.
- 1952 raam van Onze-Lieve-Vrouw van Troost en vijf ramen met heiligen voor de Sint-Vincentius-martelaarskerk in Weicherdange.
- 1953 zes ramen, met onder andere taferelen van de heiligen Barbara en Catharina, Jezus bij Jozef in de werkplaats en de doop van Jezus, voor de Johannes de Doperkerk in Doennange.
- 1984 medaille ter gelegenheid van de 150e geboortedag van medailleur Albert Wunsch.[10]
- 1963 Médaille Commémorative, herdenkingspenning ter gelegenheid van het 1000-jarig bestaan van Luxemburg-Stad, uitgebracht door de Banque et Caisse d’Epargne de l’Etat.[11]
- 1965 serie van vier gouden herdenkingspenningen met de portretten van de groothertogelijke familie, ter gelegenheid van de troonsbestijging door groothertog Jean, uitgebracht door de Banque et Caisse d’Epargne de l’Etat.
- 1968 serie van zes postzegels met sporters, ter gelegenheid van de Olympische Zomerspelen van de XIXe Olympiade in Mexico.
- 1971 postzegel ter gelegenheid van de 71e Internationaal Olympisch Comité-sessie.
- 1980 kunstmedaille voor de 'Ricciacus-Frenn, Duelem'.
- ca. 1981 Dynatie du Luxembourg, een 8-delige penningenset met portretten van leden uit groothertogelijke familie, uitgebracht in goud en zilver door de Banque internationale à Luxembourg.[12]
- monument voor Edward Steichen in Bivange.
- ontwerp Ereplaquette Dicks-Rodange-Lentz, die door de Actioun Lëtzebuergesch wordt uitgereikt aan personen die zich inzetten voor de Luxemburgse taal.

## Galerij

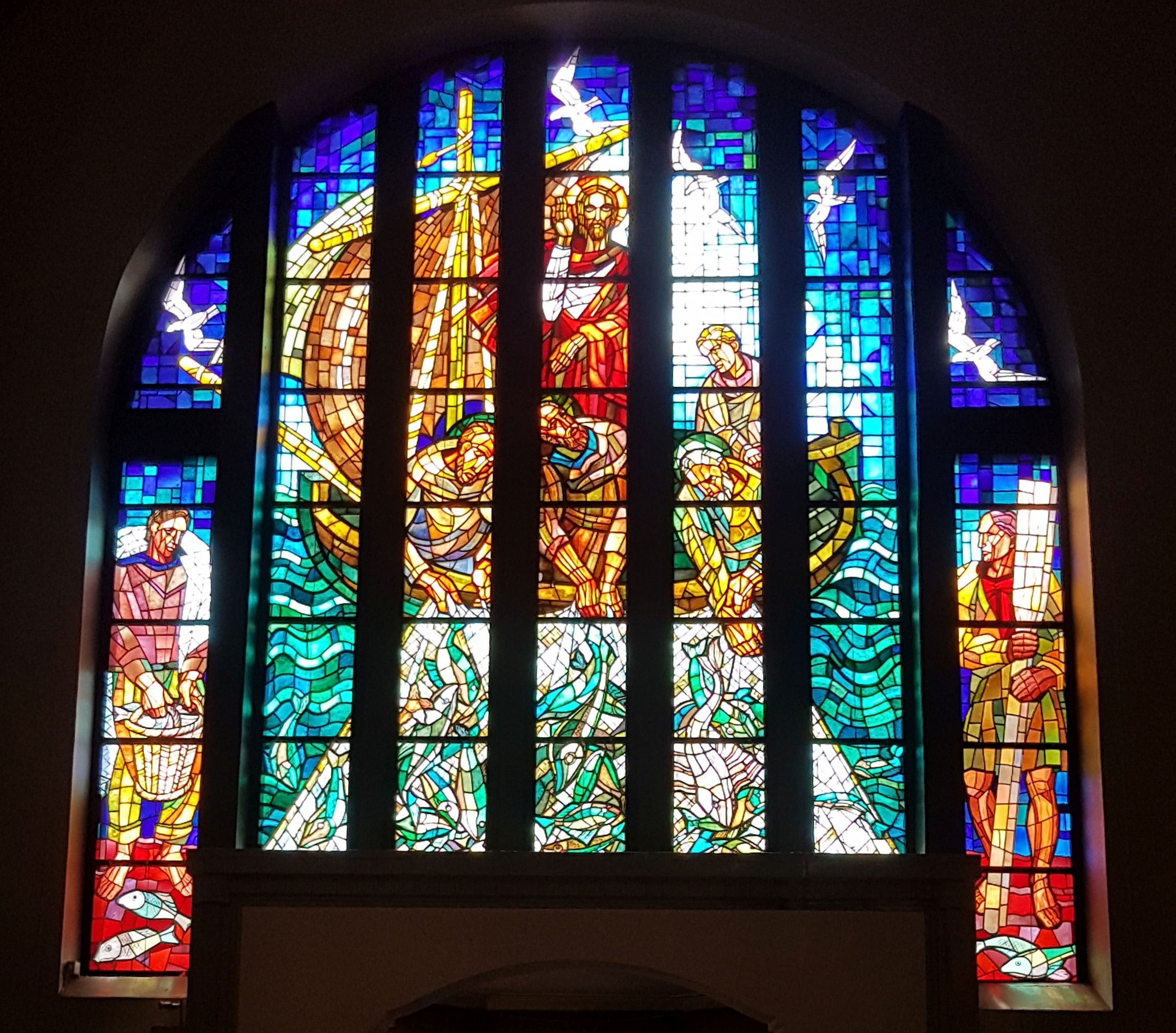
Wonderbare visvangst (1952), Wasserbillig